# Minden Vallás Temploma
A Minden Vallás Temploma (oroszul: Храм всех религий, tatárul: Барлык диннәр гыйбәдәтханәсе) vagy más néven az Univerzális Templom (oroszul: Вселенский храм) egy vallási épületkomplexum Kazánban, Oroszországban. Az épület több vallási irányzat stílusjegyeit tartalmazza. Az 1992 óta működő épület jelenleg kulturális központként szolgál.
Az épület nem aktív temploma egyetlen vallásnak sem, hanem, ahogy Khanov az építész leírta ez "a kultúra és az igazság temploma". A templom népszerű turistacélponttá vált Kazán városában.

## Galéria

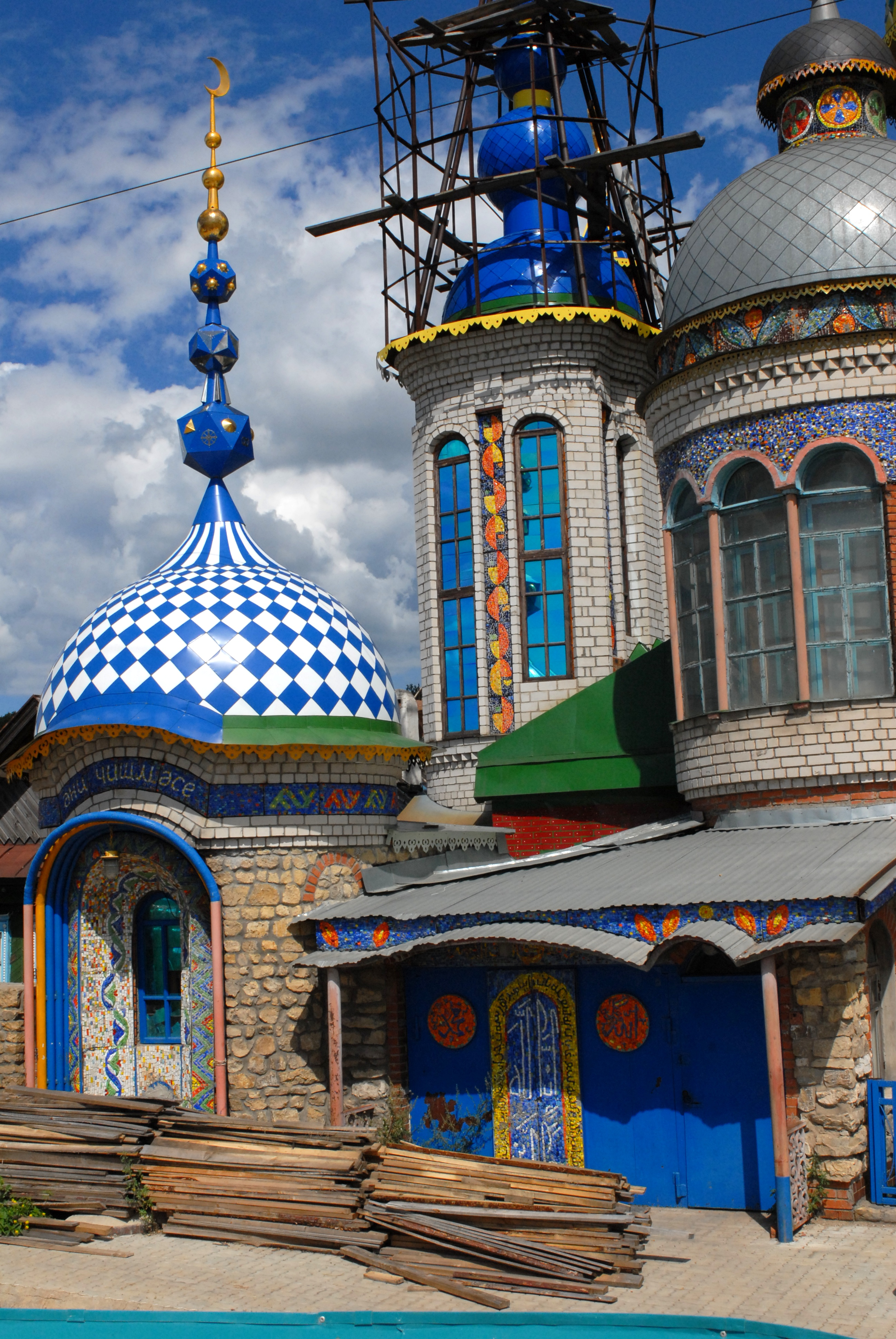
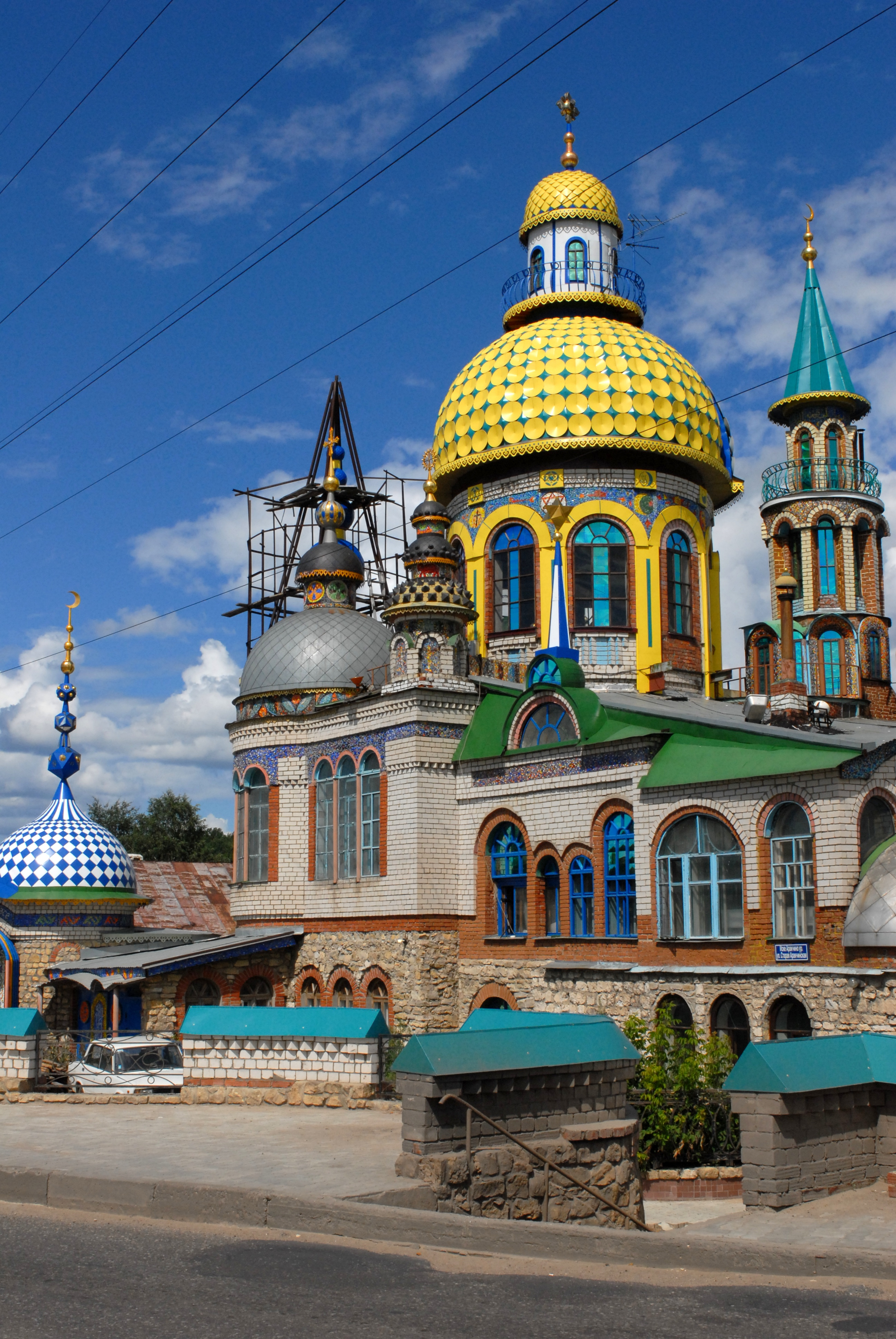
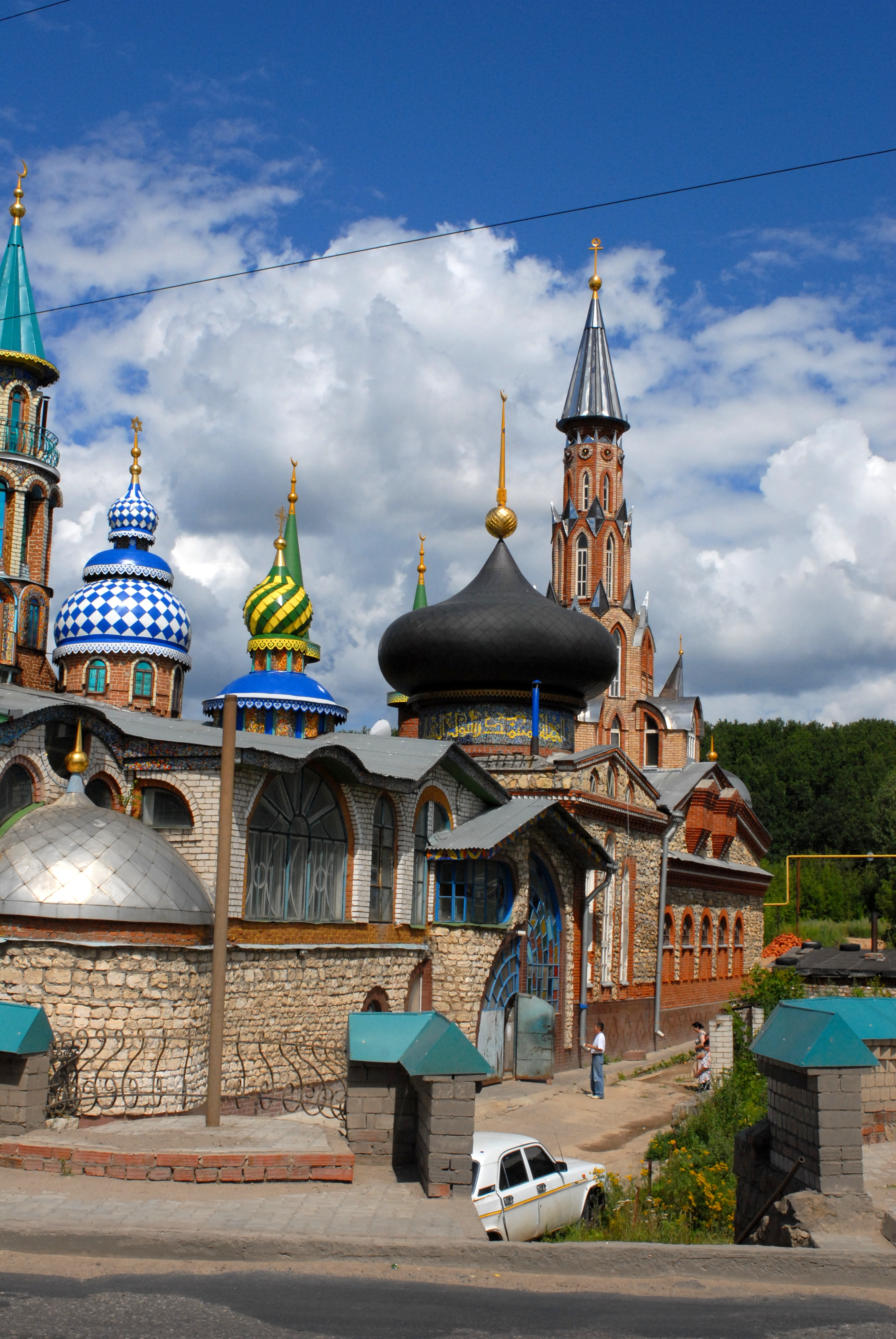
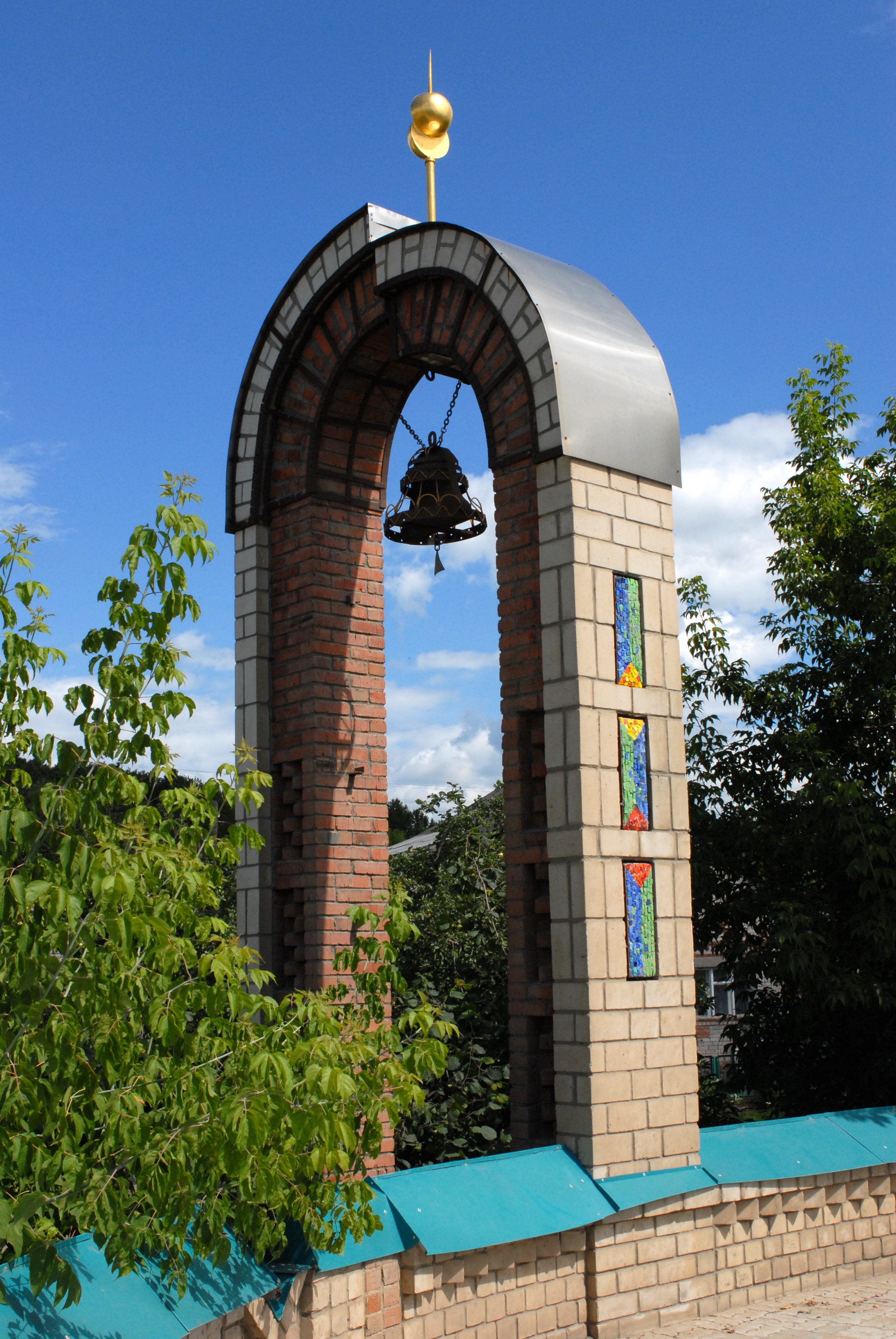
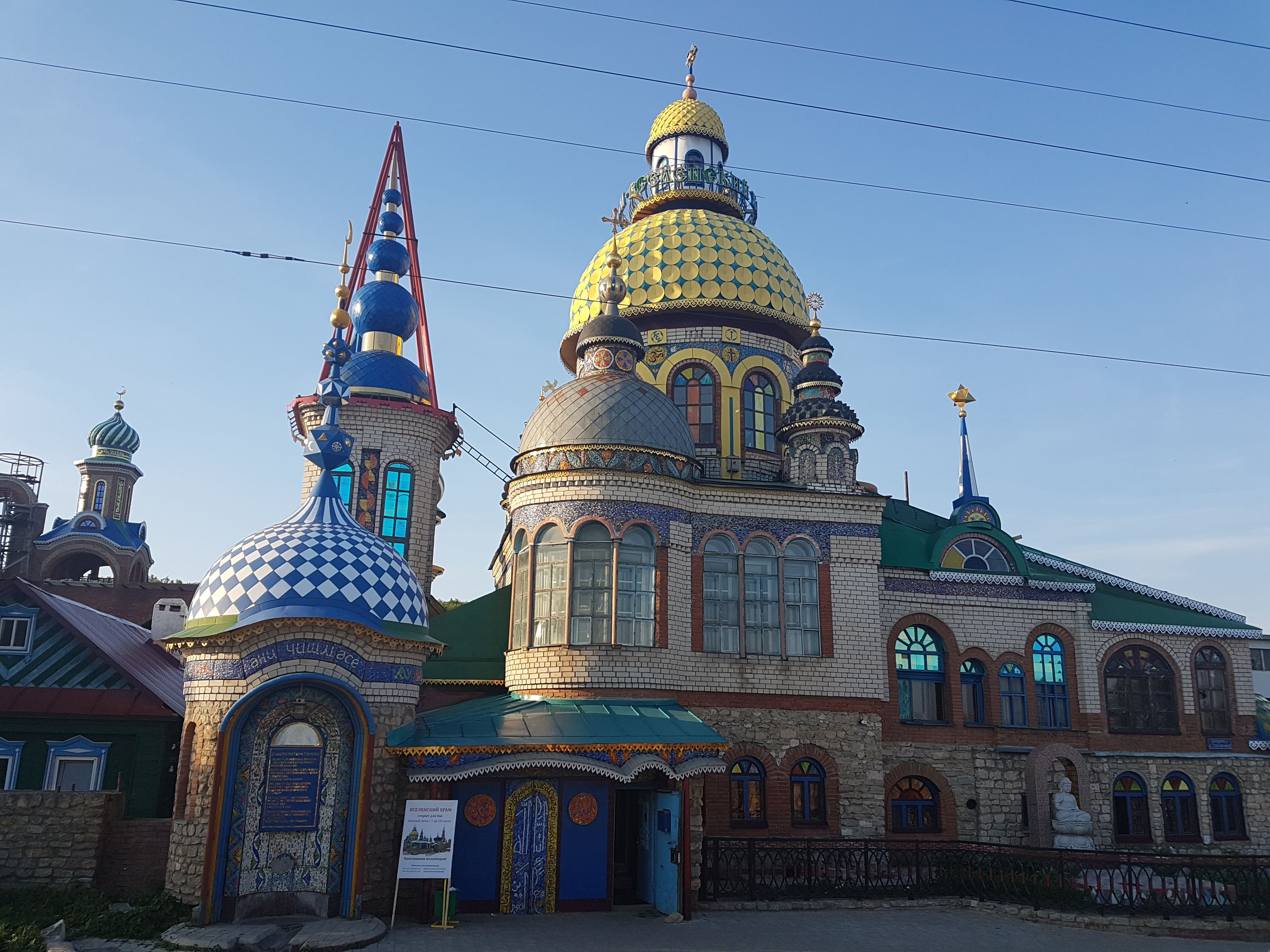
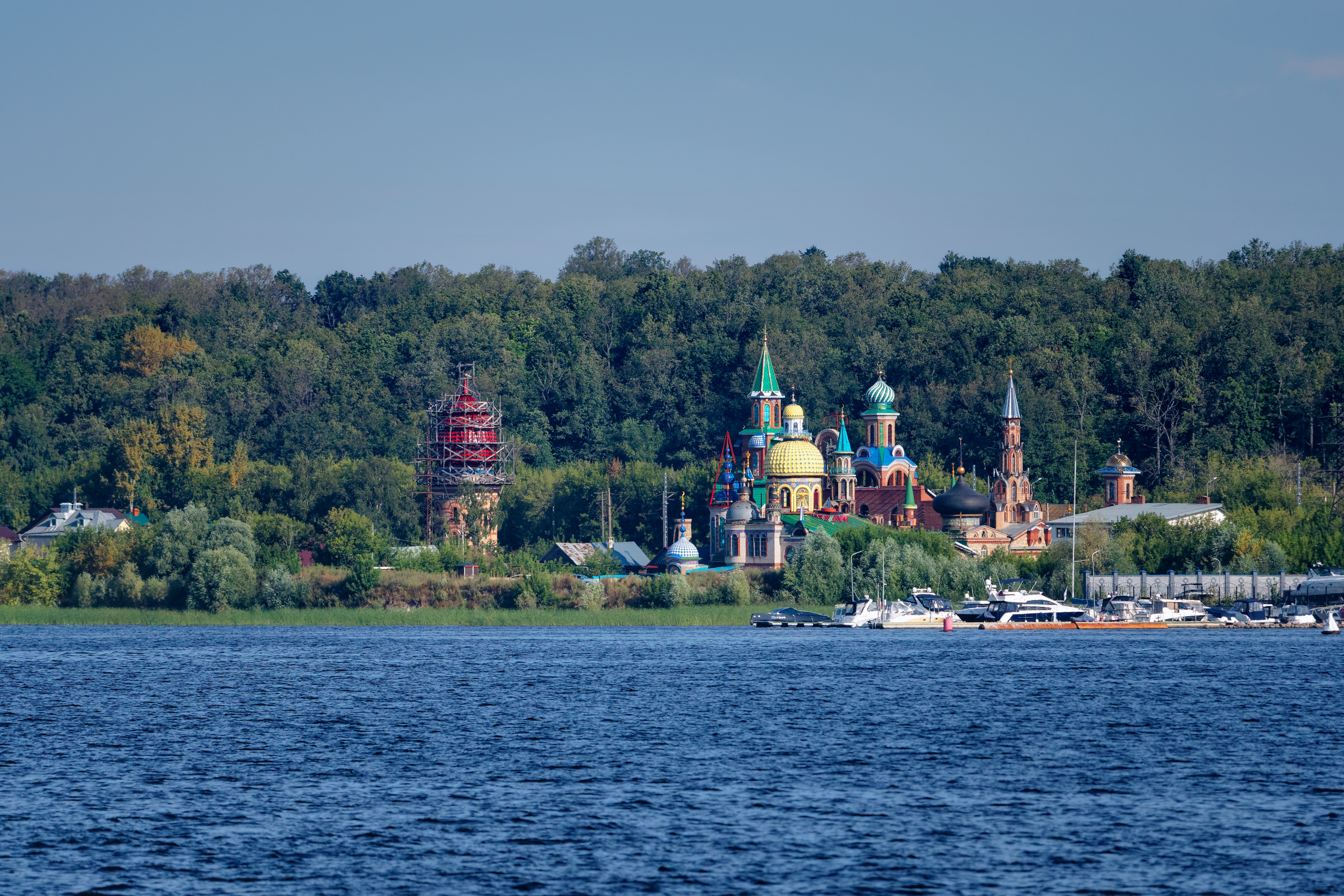

## Fordítás
Ez a szócikk részben vagy egészben  a   Temple of All Religions című angol Wikipédia-szócikk ezen változatának fordításán alapul.  Az eredeti cikk szerkesztőit annak laptörténete sorolja fel. Ez a jelzés csupán a megfogalmazás eredetét és a szerzői jogokat jelzi, nem szolgál a cikkben szereplő információk forrásmegjelöléseként.